# Гантсвілл (Огайо)
Гантсвілл (англ. Huntsville) — селище (англ. village) в США, в окрузі Лоґан штату Огайо. Населення — 408 осіб (2020).

## Географія
Гантсвілл розташований за координатами 40°26′32″ пн. ш. 83°48′16″ зх. д. / 40.44222° пн. ш. 83.80444° зх. д. (40.442296, -83.804502).  За даними Бюро перепису населення США в 2010 році селище мало площу 0,78 км², уся площа — суходіл.

## Демографія
Згідно з переписом 2010 року, у селищі мешкала 431 особа в 159 домогосподарствах у складі 123 родин. Густота населення становила 550 осіб/км².  Було 189 помешкань (241/км²).
Расовий склад населення:
| - 98,4 % — білих - 0,5 % — чорних або афроамериканців |

До двох чи більше рас належало 0,7 %. Частка іспаномовних становила 0,9 % від усіх жителів.
За віковим діапазоном населення розподілялося таким чином: 30,9 % — особи молодші 18 років, 55,2 % — особи у віці 18—64 років, 13,9 % — особи у віці 65 років та старші. Медіана віку мешканця становила 35,6 року. На 100 осіб жіночої статі у селищі припадало 93,3 чоловіків;  на 100 жінок у віці від 18 років та старших — 96,1 чоловіків також старших 18 років.
Середній дохід на одне домашнє господарство  становив 53 677 доларів США (медіана — 52 917), а середній дохід на одну сім'ю — 54 900 доларів (медіана — 51 458). Медіана доходів становила 45 250 доларів для чоловіків та 25 592 долари для жінок. За межею бідності перебувало 12,4 % осіб, у тому числі 13,5 % дітей у віці до 18 років та 5,4 % осіб у віці 65 років та старших.
Цивільне працевлаштоване населення становило 279 осіб. Основні галузі зайнятості: виробництво — 24,4 %, освіта, охорона здоров'я та соціальна допомога — 16,1 %, транспорт — 12,9 %, мистецтво, розваги та відпочинок — 11,5 %.